# Achyropsis laricifolia
Achyropsis laricifolia är en amarantväxtart som beskrevs av Albert Peter. Achyropsis laricifolia ingår i släktet Achyropsis och familjen amarantväxter. Inga underarter finns listade i Catalogue of Life.